# Melhania rehmannii
Melhania rehmannii là một loài thực vật có hoa trong họ Cẩm quỳ. Loài này được Szyszyl. mô tả khoa học đầu tiên năm 1887.